# Гардеробер (ТВ филм)
„Гардеробер” је југословенски телевизијски филм из 1997. године.  Режирао га је Бранко Митић а сценарио је написан по делу Роналда Харвуда.

## Улоге
| Глумац                     | Улога          |
| -------------------------- | -------------- |
| Љуба Тадић                 | Сир            |
| Петар Краљ                 | Норман         |
| Ђурђија Цветић             | Лејди Корделиа |
| Олга Савић                 | Меџ            |
| Снежана Будимлић           | Гонерила       |
| Ранко Ковачевић            | Олдбени        |
| Тони Лауренчић             | Оxенбај        |
| Драгољуб Милосављевић Гула | Џефри Торнтон  |
| Власта Велисављевић        | Глостер        |
| Младен Млађа Веселиновић   | Кент           |
| Бојана Зечевић             | Ирена          |